# 레퓌블리크 광장

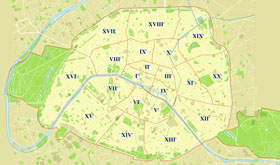
레퓌블리크 광장 지도

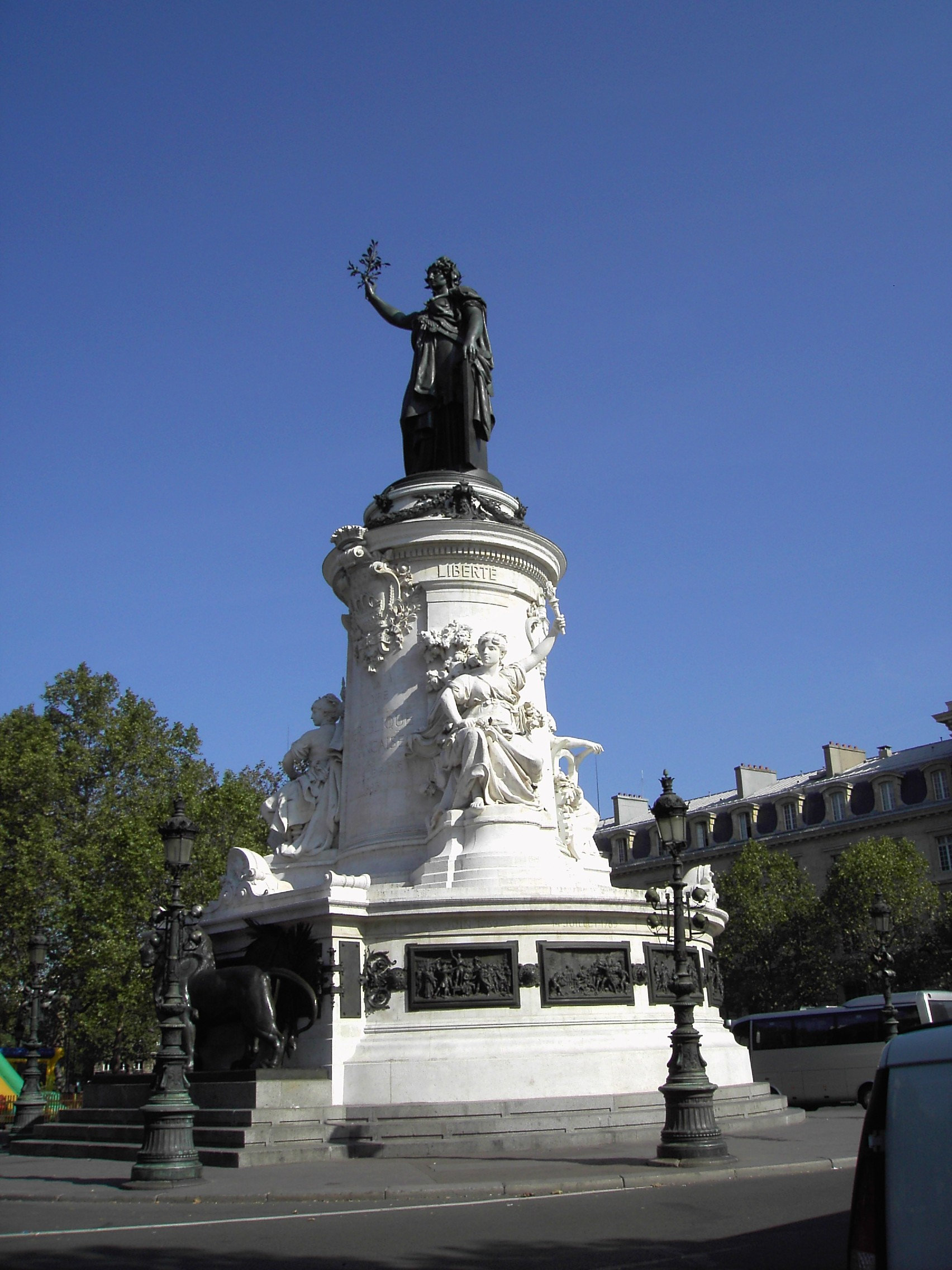
마리안 동상

레퓌블리크 광장(프랑스어: Place de la République) 또는 공화국 광장은 프랑스 파리에 있는 광장으로, 프랑스 혁명의 영향을 받았다. 프랑스를 의인화한 마리안의 동상이 위치해있다.